# Bruinehaar
Bruinehaar est un hameau situé dans la commune néerlandaise de Twenterand, dans la province d'Overijssel.